# Plagiognathus fuscipes
Plagiognathus fuscipes är en insektsart som beskrevs av Knight 1929. Plagiognathus fuscipes ingår i släktet Plagiognathus och familjen ängsskinnbaggar. Inga underarter finns listade i Catalogue of Life.